# Pattalinus strigosus
Pattalinus strigosus là một loài bọ cánh cứng trong họ Cerambycidae.